# Ban Bí thư Ban Chấp hành Trung ương Đảng Cộng sản Nga khóa VI (1917–1918)
Ban Bí thư Ban Chấp hành Trung ương Đảng Cộng sản Nga khóa VI (1917-1918) được bầu tại Hội nghị Trung ương lần thứ nhất của Ban chấp hành Trung ương Đảng Lao động Dân chủ Xã hội Nga (Bolsheviks) khóa VI được tổ chức ngày 8/3/1917.

## Ủy viên
| Tên (sinh–mất)                | Nhiệm kỳ | Nhiệm kỳ   | Nhiệm kỳ  | Chức vụ | Ghi chú                                      |
| Tên (sinh–mất)                | Bổ nhiệm | Miễn nhiệm | Thời gian | Chức vụ | Ghi chú                                      |
| ----------------------------- | -------- | ---------- | --------- | --- | -------------------------------------------- |
| Felix Dzerzhinsky (1887–1926) | 6/8/1917 | 8/3/1918   | 217 ngày  | Ủy viên Trung ương Đảng Chủ tịch Ủy ban Đặc biệt toàn Nga (Cheka) Ủy viên Ủy ban Cách mạng Quân sự Petrograd Ủy viên Ủy ban Chấp hành Xô viết Petrograd | Ủy viên Thành phần hẹp                       |
| Adolf Joffe (1883–1927)       | 6/8/1917 | 8/3/1918   | 217 ngày  | Ủy viên Dự khuyết Trung ương Đảng Ủy viên Ủy ban Cách mạng Quân sự Petrograd                                                                            | Chủ tịch Phái đoàn Đám phán Hòa bình ở Brest |
| Matvei Muranov (1873–1959)    | 6/8/1917 | 8/3/1918   | 217 ngày  | |                                              |
| Yakov Sverdlov (1885–1919)    | 6/8/1917 | 8/3/1918   | 217 ngày  | |                                              |
| Yelena Stasova (1873–1966)    | 6/8/1917 | 8/3/1918   | 217 ngày  | |                                              |